# Vuelo 514 de TWA
El vuelo 514 de TWA, registro N54328, fue un vuelo nacional estadounidense operado por Trans World Airlines con un Boeing 727 en ruta desde Indianápolis al Aeropuerto Nacional de Washington que se estrelló contra Mount Weather, Virginia, el domingo 1 de diciembre de 1974. Los 92 a bordo, 85 pasajeros y siete tripulantes, murieron. En condiciones tormentosas a última hora de la mañana, la aeronave estaba en vuelo controlado e impactó una montaña baja a 25 millas náuticas (46 km; 29 mi) al noroeste de su destino revisado.

## Accidente
El vuelo estaba programado para el Aeropuerto Nacional de Washington, pero se desvió al Aeropuerto Internacional Washington-Dulles cuando los fuertes vientos cruzados, del este a 28 nudos (32 mph; 52 km/h) y ráfagas de 49 nudos (56 mph; 91 km/h), impidieron operaciones seguras en la pista principal de norte a sur en Washington National. El vuelo estaba siendo vectorizado para una aproximación por instrumentos de no precisión a la pista 12 en Dulles. Los controladores de tráfico aéreo autorizaron el vuelo hasta 7000 pies (2130 m) antes de autorizarlos para la aproximación mientras no se encontraban en un segmento publicado.
El avión de pasajeros comenzó un descenso a 1800 pies (550 m), que se muestra en el primer punto de control para el enfoque publicado. La grabadora de voz de la cabina indicó más tarde que había cierta confusión en la cabina sobre si todavía estaban bajo un segmento de aproximación controlado por radar que les permitiría descender de manera segura. Después de alcanzar los 550 m (1800 pies), hubo algunas desviaciones de altitud de 30 a 60 m (100 a 200 pies) que la tripulación de vuelo discutió como encontrar fuertes corrientes descendentes y visibilidad reducida en la nieve.
El avión impactó la ladera oeste del monte Weather a 510 m (1670 pies) sobre el nivel del mar a aproximadamente 230 nudos (265 mph; 425 km/h). Los restos estaban contenidos dentro de un área de aproximadamente 900 por 200 pies (275 por 60 m). La evidencia del primer impacto fueron árboles cortados a unos 70 pies (20 m) sobre el suelo; la elevación en la base de los árboles era de 1.650 pies (505 m).
La ruta de los restos estaba orientada a lo largo de una línea de 118 grados magnéticos. Los cálculos indicaron que el ala izquierda descendió unos seis grados cuando la aeronave pasó entre los árboles y la aeronave descendía en un ángulo de aproximadamente un grado. Después de aproximadamente 500 pies (150 m) de viaje a través de los árboles, golpeó un afloramiento rocoso a una altitud de aproximadamente 1675 pies (510 m). Numerosos componentes pesados de la aeronave fueron arrojados hacia adelante del afloramiento y se produjeron numerosos incendios intensos posteriores al impacto que luego se extinguieron. La cima de la montaña se encuentra a 535 m (1754 pies) sobre el nivel del mar.

## Investigación
La junta de investigación de accidentes estaba dividida en su decisión sobre si la tripulación de vuelo o el Control de Tráfico Aéreo eran los responsables. La mayoría absolvió a los controladores porque el avión no estaba en un segmento de aproximación publicado; la opinión disidente fue que el vuelo había sido vectorizado por radar. La terminología entre pilotos y controladores difería sin que ninguno de los grupos fuera consciente de la discrepancia. Era una práctica común en ese momento que los controladores liberaran un vuelo a su propia navegación con «Autorizado para la aproximación», y las tripulaciones de vuelo comúnmente creían que también era una autorización para descender a la altitud a la que comenzó el segmento final de la aproximación. Los controladores del vuelo 514 no habían dado ninguna indicación clara de que ya no estaban en un segmento de vector de radar y, por lo tanto, eran responsables de su propia navegación. Los procedimientos se aclararon después de este accidente. Los controladores ahora dicen: «Mantener (altitud especificada) hasta que se establezca en una parte de la aproximación». El equipo de detección de proximidad al suelo también fue obligatorio para las aerolíneas.
Durante la investigación de la NTSB, se descubrió que un vuelo de United Airlines había escapado por poco del mismo destino durante la misma aproximación y en el mismo lugar solo seis semanas antes. Este descubrimiento puso en marcha actividades que llevaron al desarrollo del Sistema de informes de seguridad de la aviación (ASRS) por parte de la FAA y la NASA en 1976 para recopilar informes voluntarios y confidenciales de posibles riesgos de seguridad de los profesionales de la aviación.
El vuelo también es notable porque el accidente atrajo una atención no deseada a la instalación de Mount Weather, que fue el eje de los planes implementados por el gobierno federal para garantizar la continuidad en caso de una guerra nuclear. El accidente no dañó la instalación, ya que la mayoría de sus características estaban bajo tierra. Solo se cortó su línea telefónica principal subterránea, y C&P Telephone restableció el servicio al complejo dentro de las 2 horas y media posteriores al accidente.

## Consecuencias
El accidente, sus secuelas y sus repercusiones son el tema del libro de 1977 Sound of Impact: The Legacy of TWA Flight 514 de Adam Shaw. El vuelo 514 de TWA también se menciona en el cierre del segundo capítulo del libro de Mark Oliver Everett Things the Grandchildren Should Know y en el libro de F. Lee Bailey Cleared for Approach: In Defense of Flying. En 2015 se estrenó un documental titulado Diverted: TWA 514.
Este fue uno de dos Boeing 727 que se estrellaron en Estados Unidos ese día; el otro era el vuelo 6231 de Northwest Orient Airlines en el Estado de Nueva York, que se dirigía a recoger al equipo de fútbol de los Baltimore Colts en Buffalo.
Roscoe Cartwright, uno de los primeros generales negros del ejército estadounidense, murió en el accidente.

## Imágenes antes y después del accidente

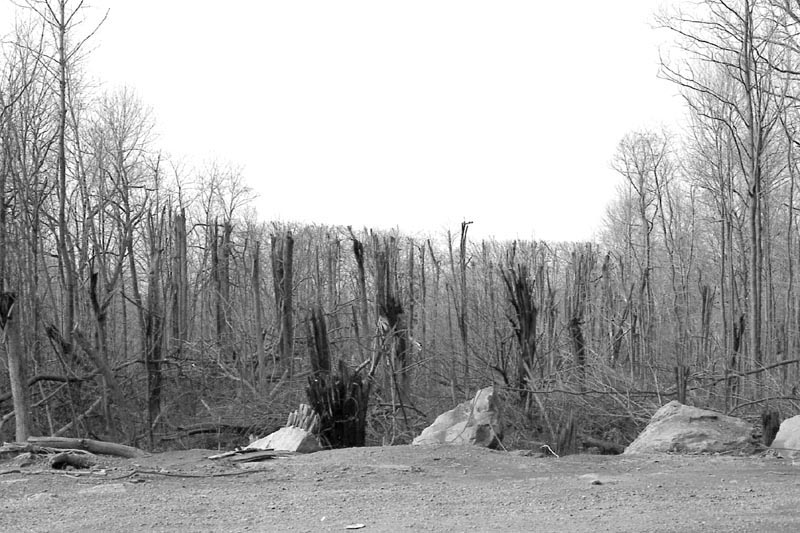
Aproximadamente diciembre de 1975; mirando al oeste desde la carretera
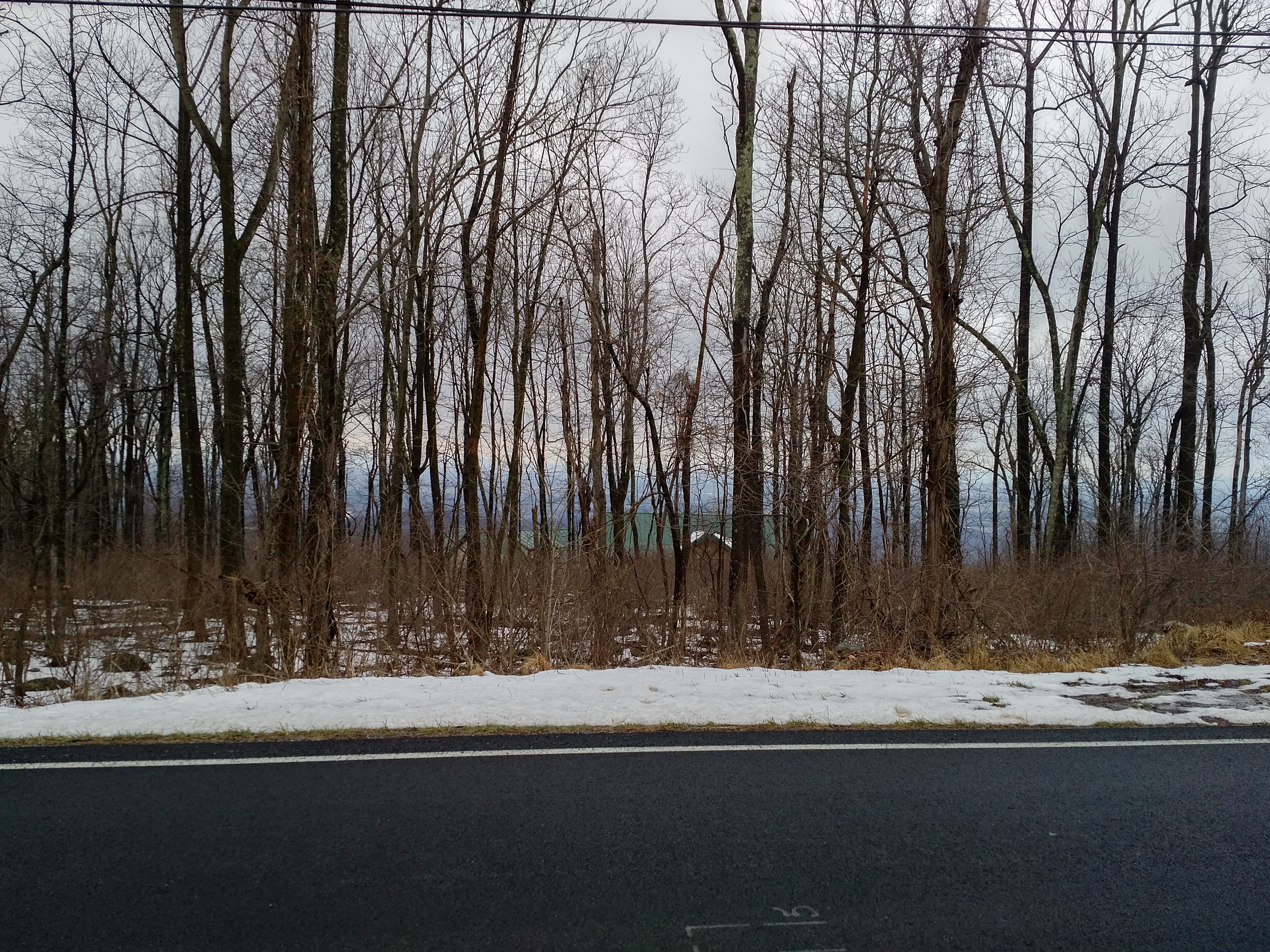
Misma vista mirando al oeste en marzo de 2017